# Chyler Leigh
Chyler Leigh (Charlotte, Carolina del Nord, 10 d'abril de 1982) és una actriu, cantant i model estatunidenca que des de l'any 2007 participa en la sèrie Grey's Anatomy com a Dr. Lexie Grey i que des de l'any 2015 participa en la sèrie Supergirl com a Alex Danvers.

## Biografia
La seva vida
Chyler Leigh va néixer a Charlotte (Carolina del Nord) el 10 d'abril de 1982, de Bob Potts i de Yvonne Norton, que es divorciaran 12 anys després del seu naixement; Chyler ha de marxar llavors a Miami, a Florida amb la seva mare i el seu germà. Chyler va abandonar els seus estudis per fer carrera en el cinema.
Es va casar el 20 de juliol de 2002 amb Nathan West que és també actor. Tenen 3 fill junts; Noah Wilde (nascut el desembre de 2003), Taelyn Leigh (nascuda el setembre de 2006) i Anniston Kay (nascuda el 7 de maig de 2009)
La seva carrera
El 1996, Chyler obté el seu primer treball seriós com a actriu en un programa televisat per a adolescents anomenat Hall Pass . Un any més tard, apareix en el programa per a nens Kinetic City superCrew  i fet una aparició sobre la pantalla gran a la pel·lícula Kickboxing Academy  en la qual actuava el seu germà, Christopher Khayman Lee.
El 2000, apareix com a estrella convidada en un episodi de M.Y.O.B.. Obté també un paper recurrent en la cèlebre sèrie  Set a casa  en la qual coneix l'actor Nathan West, el seu futur marit.
El 2002, fa el paper de Janey Briggs, una adolescent poc normal però que esdevindrà la conquesta d'un dels més populars nois del seu institut a Sex Academy.
El 2006, Chyler Leigh s'integra a la sèrie  Grey's Anatomy  com a personatge regular a partir de l'últim episodi de la tercera temporada. Fa el paper de Lexie Grey que és la germanastra de l'heroïna de la Sèrie, Meredith Grey.
Des de l'any 2015 participa en la sèrie Supergirl com a Alex Danvers.

## Filmografia
Pel·lícules
- 1997: Kickboxing Academy: Cindy
- 2001: No és una altra estúpida pel·lícula americana (Not Another Teen Movie): Janey Briggs.
- 2002: Sex Academy de Joel Gallen: Janey Briggs

Sèries de TV
- 1996: Hall Pass
- 1999: Safe Harbor: Jamie Martin
- 2000: 7th Heaven, temporada 5 (episodis 3, 4, 5): Frankie
- 2000: M.Y.O.B
- 2002: Girls Club, temporada 1: Sarah Mickle
- 2003: The Practice, temporada 7: Claire Wyatt
- 2004: North Shore, temporada 1 (episodi 5): Kate Spangler
- 2005: Reunion, temporada 1: Carla
- Des de 2006: Grey's Anatomy, temporada 3 (episodi 25), temporades 4, 5 i 6: Lexie Grey, la germanastra de Meredith Grey
- Des de 2015: Supergirl: Alex Danvers